# پاتریس لویزو
پاتریس لویزو (انگلیسی: Patrice Loiseau؛ زادهٔ ۱۰ مهٔ ۱۹۵۹) بازیکن فوتبال است.